# WWE Free for All
WWE Free for All était une émission spéciale de la World Wrestling Entertainment avant les pay per view et qui était lancée en 1996, avec des matchs exclusifs, et autres informations sur le show. Free for All était plus tard remplacé par les éditions spéciales PPV de Sunday Night Heat.
Les shows de RAW étaient commentés par Marc Lloyd (plus tard remplacé par Todd Grisham) et ceux de WWE SmackDown par Josh Mathews.
Free for All était enregistré 20 février 2005 (No Way Out 2005) jusqu'au 18 février 2005 (Unforgiven 2005). Il était remplacé par l'édition spéciale PPV de WWE Heat. Cependant, il était ramené pour l'émission spéciale d'avant WrestleMania 22, présenté par Todd Grisham.
Il a été remis au goût du jour pour le Royal Rumble 2007 sur Sky Sports au Royaume-Uni.
Disparu des États-Unis, il est toujours diffusé dans de multiples pays dont l'Australie et la Nouvelle-Zélande.

## Pre-Show
Toutefois, depuis WrestleMania XXVIII en 2012, la WWE a mis en place un système quasi identique, le Pre-show, disponible à partir de YouTube, Facebook ou encore le site de la WWE. Ce Pre-show est animé par deux de ces quatre commentateurs : Tony Dawson, Scott Stanford, Matt Striker et Josh Mathews. Le Pre-Show dure 30 minutes excepté pour Wrestlemania où il dure une heure. Durant ce Pre-Show, des promos sont diffusés et des interviews sont faites aux catcheurs. On nous présente un rappel des rivalités aussi. Il se passe aussi un match pour une feud mineur. Voici la liste des matchs en Pre-Show :
| PPV                   | Match                                                                           | Stipulation                                                                 | Temps |
| --------------------- | ------------------------------------------------------------------------------- | --------------------------------------------------------------------------- | ----- |
| Wrestlemania XXVIII   | Epico et Primo (c) battent Justin Gabriel et Tyson Kidd, Jey Uso et Jimmy Uso.  | Triple Treath Tag Team Match pour le WWE Tag Team Championship              | 5:03  |
| Extreme Rules (2012)  | Santino Marella (c) bat The Miz                                                 | Match Simple                                                                | 4:40  |
| Over the Limit (2012) | Kane bat Zack Ryder                                                             | Match Simple                                                                | 6:52  |
| No Way Out (2012)     | Brodus Clay(w/                                                                  | Match par équipes pour le WWE Tag Team Championship                         | 7:19  |
| 4                     | Fandango bat Chris Jericho                                                      | Match simple                                                                | 9:13  |
| 5                     | Alberto del Rio (c) (avec Ricardo Rodriguez) bat Jack Swagger (avec Zeb Colter) | Match simple pour le World Heavyweight Championship                         | 10:30 |
| 6                     | The Undertaker bat CM Punk (avec Paul Heyman)                                   | Match simple                                                                | 22:08 |
| 7                     | Triple H (avec Shawn Michaels) bat Brock Lesnar (avec Paul Heyman)              | No Holds Barred match. Si Lesnar gagne, Triple H devra prendre sa retraite. | 23:58 |
| 8                     | John Cena bat The Rock (c)                                                      | Match simple pour le WWE Championship                                       | 24:00 |